# Bistum Petrolina
Das Bistum Petrolina (lateinisch Dioecesis Petrolinensis, portugiesisch Diocese de Petrolina) ist eine in Brasilien gelegene römisch-katholische Diözese mit Sitz in Petrolina im Bundesstaat Pernambuco.

## Geschichte
Das Bistum Petrolina wurde am 30. November 1923 durch Papst Pius XI. mit der Apostolischen Konstitution Dominicis gregis aus Gebietsabtretungen des Bistums Pesqueira errichtet und dem Erzbistum Olinda e Recife als Suffraganbistum unterstellt.
Am 16. Juni 2010 gab das Bistum Gebietsanteile zur Errichtung des Bistums Salgueiro ab.

## Bischöfe von Petrolina
- Antônio Malan SDB, 1924–1931

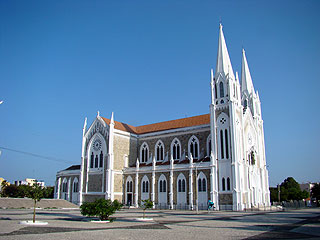
Kathedrale Coração de Jesus-Cristo Rei in Petrolina

- Idílio José Soares, 1932–1943, dann Bischof von Santos
- Avelar Brandão Vilela, 1946–1955, dann Erzbischof von Teresina
- Antônio Campelo de Aragão SDB, 1956–1975
- Gerardo de Andrade Ponte, 1975–1983, dann Bischof von Patos
- Paulo Cardoso da Silva OCarm, 1984–2011
- Manoel dos Reis de Farias, 2011–2017
- Francisco Canindé Palhano, 2018–2024
- Antônio Carlos Cruz Santos MSC, seit 2024